# David Anderson (homme politique, 1957)
Pour les articles homonymes, voir Anderson et David Anderson.
David L. Anderson, né le 15 août 1957 à Frontier (en) en Saskatchewan, est un agriculteur, homme d'affaires et homme politique canadien.
Il est député à la Chambre des communes du Canada, représentant la circonscription saskatchewanaise de Cypress Hills—Grasslands sous la bannière de l'Alliance canadienne de 2000 à 2003 et sous celle du Parti conservateur du Canada de 2003 à 2019. Il est défenseur de la liberté religieuse internationale.

## Biographie
Né le 15 août 1957 à Frontier (en) en Saskatchewan, fermier et homme d'affaires depuis plus de trente ans, il est marié avec Sheila depuis 1982 et a deux enfants.

### Carrière politique
Élu sous la bannière de l'Alliance canadienne lors des élections fédérales de 2000, il rejoint le Parti conservateur du Canada en 2003 lors de la fusion. Il est réélu sous cette étiquette aux élections fédérales de 2004 et est réélu sans discontinuer en 2006, 2008, 2011 et 2015.
Il est porte-parole de l'opposition officielle en matière d'agriculture de 2016 à 2017.

### Résultats électoraux
|       | Candidat           | Parti        | # de voix | % des voix |
|       | (x) David Anderson | Conservateur | +25 050,  | 69,19 %    |
|       | Marvin Wiens       | Libéral      | +05 381,  | 14,86 %    |
|       | Trevor Peterson    | NPD          | +04 783,  | 13,21 %    |
|       | Bill Caton         | Vert         | +00993,   | 2,74 %     |
| Total | Total              | Total        | 36 207    | 100 %      |

|       | Candidat           | Parti        | # de voix | % des voix |
|       | (x) David Anderson | Conservateur | +20 555,  | 69,85 %    |
|       | Duane Filson       | Libéral      | +01 838,  | 6,25 %     |
|       | Trevor Peterson    | NPD          | +06 248,  | 21,23 %    |
|       | Helmi Scott        | Vert         | +00788,   | 2,68 %     |
| Total | Total              | Total        | 29 429    | 100 %      |

|       | Candidat           | Parti        | # de voix | % des voix |
|       | (x) David Anderson | Conservateur | +17 921,  | 64,36 %    |
|       | Duane Filson       | Libéral      | +03 691,  | 13,26 %    |
|       | Scott Wilson       | NPD          | +04 315,  | 15,5 %     |
|       | Bill Clary         | Vert         | +01 919,  | 6,89 %     |
| Total | Total              | Total        | 27 846    | 100 %      |

|       | Candidat           | Parti        | # de voix | % des voix |
|       | (x) David Anderson | Conservateur | 20 035    | 66,48 %    |
|       | Bill Caton         | Libéral      | 3 885     | 12,89 %    |
|       | Mike Eason         | NPD          | 5 076     | 16,84 %    |
|       | Amanda Knorr       | Vert         | 1 141     | 3,79 %     |
| Total | Total              | Total        | 30 137    | 100 %      |

|       | Candidat           | Parti        | # de voix | % des voix |
|       | (x) David Anderson | Conservateur | 18 010    | 60,64 %    |
|       | Bill Caton         | Libéral      | 5 547     | 18,68 %    |
|       | Jeff Potts         | NPD          | 4 901     | 16,5 %     |
|       | Bev Currie         | Vert         | 1 243     | 4,19 %     |
| Total | Total              | Total        | 29 701    | 100 %      |

|  | Candidat          | Parti                     | #     | %      |
|  | ----------------- | ------------------------- | ----- | ------ |
|  | David Anderson    | Alliance                  | 18593 | 61,6 % |
|  | Keith Murch       | Néo-Démocrate             | 5101  | 16,9 % |
|  | Marlin Bryce Belt | Libéral                   | 3791  | 12,6 % |
|  | Bill Caton        | Progressiste-conservateur | 2676  | 9,9 %  |
|  | Total             |                           | 30161 | 100 %  |

### Défenseur de la liberté religieuse
Anderson est cofondateur, avec 30 parlementaires internationaux, du Panel international de parlementaires pour la liberté de religion ou de conviction (International Panel of Parliamentarians for Freedom of Religion or Belief, IPPFoRB) créé le 14 novembre 2014 par la signature de la Charte d'Oslo. Il est membre du premier comité directeur de l'IPPFoRB, aux côtés d'Elisabeth Berridge, Abid Raja, Aykan Erdemir et Leonardo Quintao.